# 20343 Vaccariello
A 20343 Vaccariello (ideiglenes jelöléssel 1998 HC100) a Naprendszer kisbolygóövében található aszteroida. A LINEAR projekt keretében fedezték fel 1998. április 21-én.